# 富家窮路
《富家窮路》是一部加拿大電視情景喜劇，於2015年1月13日在CBC上映。是由丹·列维和他的父親尤金·列维創作的加拿大電視情景喜劇，於2015年至2020年在CBC播出。它由6個季80集組成。由Not a Real Company Productions和CBC製作，該系列講述了以前富有的羅斯家族的考驗和磨難。在他們的業務經理挪用了家族企業Rose Video之後，這個家庭失去了財富，並搬到了他們曾經開玩笑購買的小鎮施密特溪（Schitt's Creek）。現在住在汽車旅館的強尼（尤金·列维飾）和莫伊拉（凯瑟琳·奥哈拉飾）——以及他們的成年子女大衛（丹·列维飾）和艾莉克絲（安妮·墨菲飾）——必須適應沒有財富的生活。
該系列的構思來自丹·列维，他想知道美國真人秀電視上經常描繪的富裕家庭如果失去所有的錢會如何反應。他與他的父親尤金·列维進一步發展了該系列，然後將該系列推銷給幾個加拿大和美國的網絡。該系列首先賣給了CBC，並獲得了最終資金，以開始製作並出售給美國的Pop TV。雖然在前幾季的受歡迎程度有限，但該系列在第三季後在Netflix上的出現被認為是該劇的地位上升，這歸功於“Netflix的衝擊”和動態的社交媒體存在。
《富家窮路》（Schitt's Creek）獲得了一致好評及得到了一批狂熱的追隨者，尤其是它的編劇、幽默和表演。該系列獲得了多項榮譽，包括兩項加拿大電影、電視和廣播藝術家聯盟和18項加拿大影視獎。這是第一部獲得評論家選擇電影獎最佳喜劇系列提名的加拿大喜劇系列。它還獲得了兩項美國演員工會獎，包括喜劇節目類的傑出表演和總共19項黃金時段艾美獎提名，其中兩次獲得了傑出喜劇系列獎。該節目在第六季也是最後一季獲得了15項提名，創下了喜劇節目類最後一季的大多數艾美獎提名的記錄。由於對LGBTQ+人的刻畫，該系列獲得了GLAAD媒體獎傑出喜劇系列的三項提名，兩次獲獎。
在第72屆黃金時段艾美獎頒獎典禮上，該劇的最後一季包攬了所有七大喜劇獎項。這是喜劇或連續劇第一次獲得所有七個獎項；丹·列维（Dan Levy）特別獲得了喜劇節目類的最佳喜劇、編劇和導演（他與安德魯·西維迪諾分享的最後一季）。它為凯瑟琳·奥哈拉、安妮·墨菲、丹·列维、尤金·列维創造了贏得所有四個主要表演類別（男主角/女演員和男配角/女演員）的記錄——這是喜劇或戲劇系列的第一次。同時，該劇創下了單季喜劇系列獲得最多艾美獎的新紀錄，打破了《漫才梅索太太》 2018年的紀錄，以及最後一季喜劇系列獲得的大多數艾美獎提名和獎項。

## 劇情概要
富有的羅斯家族——錄影帶店大亨強尼（尤金·列维飾）、他的妻子前肥皂劇演員莫伊拉（凯瑟琳·奥哈拉飾），以及他們嬌生慣養的成年子女大衛（丹·列维飾）和艾莉克絲（安妮·墨菲飾）——在被他們的業務經理欺騙之後失去了財富。他們用他們唯一剩下的資產重建生活：安大略省的一個偏遠小鎮，名為施密特溪小鎮（Schitt's Creek），強尼在1991年因為開玩笑買給大衛的生日禮物。 羅斯家族被迫搬遷到施密特溪小鎮（Schitt's Creek），搬進一家破舊汽車旅館的兩個相鄰房間。一家人在適應新生活的同時，他們的富裕態度與施密特溪小鎮的居民發生了衝突，包括鎮長羅藍德·施密特（克里斯·埃利奧特飾）、他的妻子賈斯琳（珍妮弗·羅伯遜飾）和他們的兒子馬特（提姆·羅茲飾）、汽車旅館的接待員絲蒂薇(艾蜜莉·漢普雪兒飾)、鎮議會成員蘿妮(凱倫·羅賓遜飾)和鮑柏(約翰·漢普希爾飾)、獸醫泰德(達斯汀·米利根飾) 和爵士女郎（Jazzagals）成員兼熱帶咖啡（Café Tropical）女服務員泰拉(莎拉·列维飾）。

## 演員

### 主要角色
| 演員                             | 角色                         | 備註                                                                                                |
| -------------------------------- | ---------------------------- | --------------------------------------------------------------------------------------------------- |
| 尤金·列维 Eugene Levy            | 強尼·羅斯 Johnny Rose        | 前錄影帶店連鎖店老闆，是羅斯家中最冷靜的人。後成為玫瑰苞旅館（Rosebud Motel）的合夥人。             |
| 凯瑟琳·奥哈拉 Catherine O'Hara   | 莫伊拉·羅斯 Moira Rose       | 肥皂劇《日出海灣》的古怪前明星。也是鎮議會成員和爵士女郎（Jazzagals）的主要成員。                   |
| 丹·列维 Dan Levy                 | 大衛·羅斯 David Rose         | 強尼和莫伊拉的自命不凡的兒子。收購小鎮即將關門的雜貨店，改成自己的品牌羅斯香氛（Rose Apothecary）。 |
| 安妮·墨菲 Annie Murphy           | 艾莉克絲·羅斯 Alexis Rose    | 強尼和莫伊拉的輕浮、濫交的女兒。她與泰德和馬特捲入了一段三角戀，後來與泰德復合後感情更加穩固。      |
| 艾蜜莉·漢普雪兒 Emily Hampshire  | 絲蒂薇·巴德 Stevie Budd      | 她是羅斯家所居住的玫瑰苞旅館（Rosebud Motel）的接待員，後來成為大衛最好的朋友和短暫的朋友。         |
| 珍妮弗·羅伯遜 Jennifer Robertson | 賈斯琳·施密特 Jocelyn Schitt | 鎮長腳踏實地的妻子、當地的教師和爵士女郎（Jazzagals）一員。                                         |
| 克里斯·埃利奧特 Chris Elliott    | 羅藍德·施密特 Roland Schitt  | 一個笨拙、愛管閒事、容易被冒犯的施密特溪小鎮（Schitt's Creek）鎮長。                                |
| 達斯汀·米利根 Dustin Milligan    | 泰德 Ted Mullens             | 鎮上的獸醫和艾莉克絲的摯愛。                                                                        |
| 莎拉·列维 Sarah Levy             | 泰拉·桑茲 Twyla Sands        | 一個頭暈目眩但又陷入困境的熱帶咖啡（Café Tropical）女服務員後來成為老闆。                           |
| 諾亞·里德 Noah Reid              | 派翠克·布魯爾 Patrick Brewer | 羅斯香氛（Rose Apothecary）的合夥人及大衛的男朋友後來成為丈夫。                                     |
| 凱倫·羅賓遜 Karen Robinson       | 蘿妮·李爾 Ronnie Lee         | 鎮議會成員和爵士女郎（Jazzagals）的主要成員。蘿妮經常與派翠克發生衝突。                             |
| 約翰·漢普希爾 John Hemphill      | 鮑柏 Bob Currie              | 鮑柏車庫的老闆和鎮議會成員。                                                                        |
| 提姆·羅茲 Tim Rozon              | 馬特·施密特 Mutt Schitt      | 羅藍德和賈斯琳的兒子，也是艾莉克絲的前男友。                                                        |

### 常設角色
- Marilyn Bellfontaine- 飾演格溫（Gwen Currie）

鮑柏的妻子。
- 瑞茲莞·曼吉（Rizwan Manji）- 飾演雷（Ray Butani）

鎮上唯一的房地產經紀人和前鎮議會成員，還擁有各種其他業務。
- 莎庫拉·賽達（Shakura S'Aida）- 飾演Lena

是爵士女郎（Jazzagals）中更有才華的成員之一。
- 羅賓·杜克（罗宾·杜克）- 飾演溫蒂（Wendy Kurtz）

服裝店老闆和大衛的前雇主。
- 莉莉·康納（Lili Connor）- 飾演葛瑞絲（Grace）

前爵士女郎（Jazzagals）成員。
- 倫兆勳（Steve Lund）- 飾演傑克（Jake）

絲蒂薇和大衛的前任，同時與兩人約會。
- 黛博拉·田納特（Deborah Tennant）- 飾演Marcy Brewer

派翠克的母親。
- 恩尼斯·艾斯莫（Ennis Esmerl）- 飾演埃米爾·卡普倫（Emir Kaplan）

一位旅遊部落客及飯店評論家，也是絲蒂薇的前任。

### 客串角色
- 亞斯明·耶利奧（Jasmin Geljol）- 飾演伊凡（Ivan）

一名為汽車旅館提供糕點的麵包師。（第1-2季）
- 理查·沃（Richard Waugh（英语：Richard Waugh (actor)））- 飾演Herb Ertlinger

一個酒廠的老闆。（第1、6季）
- 珍妮佛・歐文（Jennifer Irwin）- 飾演蒂蒂（Dee Dee）

莫伊拉疏遠的妹妹。（第1季）
- 伊莉莎白·麥西珍（Elizabeth McEachern）- 飾演Robin

施密特溪小鎮（Schitt's Creek）的居民。（第1-5季）
- 莎拉·鮑爾（Sarah Power）- 飾演田納西（Tennessee）

馬特的女朋友。（第2-3季）
- Sherry Miller & John Bourgios- 飾演Bev Taylor & Don Taylor

強尼和莫伊拉富有的老朋友。（第2季）
- 弗朗索瓦·阿諾德（François Arnaud（英语：François Arnaud (actor)））- 飾演Sebastien Raine

大衛的前任，他來到施密特溪小鎮（Schitt's Creek）拍攝照片。（第3季）
- 梅根・拉斯（Meaghan Rath）- 飾演克萊爾（Klair）

艾莉克絲的老朋友，在度假時偶然發現了施密特溪小鎮（Schitt's Creek）。（第4季）
- 娜塔莉·布朗（Natalie Brown）- 飾演海瑟（Heather Warner）

泰德的前女友。（第4季）
- 保羅·謝弗（Paul Shaffer）- 飾演他本人

回憶羅斯家族過去的聖誕派對中的鋼琴演奏者。（第4季）
- 斯泰西·法伯（Stacey Farber）- 飾演瑞秋（Rachel）

派翠克的前未婚妻。（第4季）
- 塞爾瓦托·安東尼奧（Salvatore Antonio）- 飾演Antonio

溫蒂的同性戀男友。（第5季）
- 維克多·賈博（Victor Garber）- 飾演克利夫頓·斯帕克斯（Clifton Sparks）

莫伊拉過去的《日出海灣》聯合主演。（第6季）
- 紹爾·魯賓內克（Saul Rubinek）- 飾演Tippy Bernstein

《日出海灣》的執行製片人，患有眩暈症。（第6季）
- 亨利·科澤尼亨利·科澤尼）- 飾演阿蒂（Artie）

艾莉克絲的年長情人。（第6季）
- 金·羅勃茲Kim Roberts（英语：Kim Roberts））- 飾演 Marnie

羅藍德的高中戀人，也是失業辦公室的經理。（第6季）

## 集數
| 季數   | 集数   | 集数   | 首播日期      | 首播日期       |
| 季數   | 集数   | 集数   | 首映          | 季终           |
| ------ | ------ | ------ | ------------- | -------------- |
| 1      | 13     | 13     | 2015年1月13日 | 2015年3月31日  |
| 2      | 13     | 13     | 2016年1月12日 | 2016年3月29日  |
| 3      | 13     | 13     | 2017年1月10日 | 2017年4月4日   |
| 4      | 13     | 13     | 2018年1月9日  | 2018年12月19日 |
| 5      | 14     | 14     | 2019年1月8日  | 2019年4月9日   |
| 6      | 14     | 14     | 2020年1月7日  | 2020年4月7日   |
| 特別篇 | 特別篇 | 特別篇 | 2020年4月7日  | 2020年4月7日   |

## 製作

### 構想
丹·列維（Dan Levy）在觀看真人秀節目時想出了這個節目的想法。“當時我一直在看一些真人秀節目，並專注於如果這些富裕家庭中的一個會失去一切會發生什麼。卡戴珊家族沒有他們的錢還會是卡戴珊家族嗎？”他求助於他的父親尤金·列維來幫助製作這個節目，他想出了系列標題。丹·列維決定模糊施密特溪小鎮（Schitt's Creek）的位置，但他說它在加拿大。
被迫搬到他們曾經開玩笑買下的小鎮的前提是女演員金·貝辛格在1989年以2000萬美元收購喬治亞州布拉塞爾頓鎮的啟發。尤金·列維說：“我的妻子有一個關於嬰兒潮一代沒有錢或與他們的孩子一起搬家的電視節目的想法。他們的情況被描述為在施密特溪上。這讓我們發笑。然後我兒子丹·列維有天進來了一篇關於女演員亞歷·鮑德溫的前妻金·貝辛格的文章，他買了一個小鎮。她希望電影人能來鎮上作為取景地，結果賠了很多錢。富人購買城鎮的想法可以追溯到《富家窮路》的想法。”
列維最初將該節目推銷給加拿大和美國的幾個網絡。有線電視網絡HBO和Showtime電視網轉播了該系列節目，而美國的廣播網絡和加拿大的CBC表示有興趣。該節目最初賣給了CBC，但在對美國主要廣播公司的創造性干擾感到緊張後，列維決定反對美國主要廣播公司。《富家窮路》在與網絡負責人布拉德·施瓦茨（Brad Schwartz）達成協議後，最終在Pop TV上找到了自己的家，後者之前曾在MTV Canada僱用丹·列維。
在發展初期，各種網絡都建議更改節目名稱，以避免使用粗俗的詞。列維拒絕了這些建議，並認為“Schitt”是一個合法的姓氏。為了證明他們的觀點，他們將電話簿中的複制頁面帶到了CBC，顯示了姓氏為“Schitt”的個人列表。CBC同意並允許徵稅人保留原來的所有權。這個名字在美國的宣傳之旅中仍然面臨審查問題，許多網絡在使用它之前都會縮短標題或提供額外的免責聲明。
丹·列維最初設想該系列以第五季結束，但在該劇第四季後獲得兩年續約後同意第六季。

### 選角
凱瑟琳·奧哈拉（Catherine O'Hara）是該系列創作者的首選，她扮演古怪的家庭女族長莫伊拉·羅斯（Moira Rose）。凱瑟琳·奧哈拉之前曾在SCTV和克里斯多夫·葛斯特（Christopher Guest）的幾部電影中與尤金·列維合作過。她最初拒絕了尤金·列維演出的提議，理由是“懶惰”和厭惡長期項目。列維聯繫了另一位（未透露姓名的）女演員，但繼續向凱瑟琳·奧哈拉徵求演出機會。凱瑟琳·奧哈拉最終同意參加演出試播，在《富家窮路》被命令拍攝系列後沒有義務繼續擔任該角色。該節目被CBC選中後，凱瑟琳·奧哈拉同意繼續擔任該角色。
在女演員艾比·艾略特因日程安排衝突而無法繼續演出後，安妮·墨菲獲得了被寵壞的社交名媛艾莉克絲·羅斯的角色。 當安妮·墨菲收到一封邀請她試鏡角色的電子郵件時，她已經兩年多沒有工作了，她正處於放棄表演的邊緣。她第一次在洛杉磯試鏡，丹·列維（Dan Levy）說她因為“非常自然的討人喜歡”而脫穎而出。尤金·列維不確定安妮·墨菲的選角，因為她沒有他為艾莉克絲·羅斯角色描繪的金發。安妮·墨菲隨後被召回參加另一個角色的第二次試鏡，即諷刺的汽車旅館店員絲蒂薇·巴德。在這次試鏡之後，丹·列維說服他的父親安妮·墨菲可以把她的頭髮染成金色，她被正式選為艾莉克絲·羅斯。
艾蜜莉·漢普雪兒在洛杉磯試鏡後被選為面無表情的汽車旅館店員絲蒂薇·巴德。由於她的緊張和反復出現的蜂巢突破，她最初要求提交錄音試鏡。艾蜜莉·漢普雪兒最終同意親自試鏡，但表示她不記得那次經歷。據在場的丹·列維說，艾蜜莉·漢普雪兒進行了一次“很棒的”試鏡，然後將襯衫舉過頭頂隱藏起來，並慢慢地前後搖晃。丹·列維後來告訴艾蜜莉·漢普雪兒，他發現她的試鏡“很迷人”，並讓她扮演絲蒂薇。
在第三季中，諾亞·里德獲得了大衛的商業夥伴和愛人派翠克·布魯爾（Patrick Brewer）的角色。丹·列維與諾亞·里德在社會上很熟悉，並在史黛西·費伯的建議下邀請他參加試鏡。里德在試鏡之前從未看過該節目，並且不確定該角色將成為該系列的一部分多長時間。丹·列維在試鏡過程中不在場，並且在他被投之前無法與里德進行“Love Chemistry”。
其他演員克里斯·埃利奧特和莎拉·列維分別在沒有試鏡的情況下獲得了羅藍德·施密特和泰拉·桑茲的角色。克里斯·埃利奧特說，當尤金·列維讓他擔任鎮長時，他想，“我為什麼要拒絕？”尤金的女兒和丹的妹妹莎拉·列維被要求在節目完全發展之前成為節目的一部分。她說她很高興沒有被選為艾莉克絲·羅斯，因為在節目中脫離了她的家庭軌道，這讓她可以“做她自己的事情”。

### 後期製作
《富家窮路》由 Not a Real Company Productions與CBC和Pop TV聯合製作。在該系列的第一季完全與CBC聯合製作後，Pop TV在第二季加入了製作團隊。ITV工作室還與CBC和Pop TV合作在全球發行該節目。尤金·列維、丹·列維、佛瑞德·利維（Fred Levy尤金的兄弟）、安德魯·班斯利 (Andrew Barnsley)和班·費金（Ben Feigin）在整個節目中擔任執行製片人。其他執行製片人包括作家凱文懷特（第二季和第三季）和大衛韋斯特里德（第五季和第六季）。尤金·列維在該系列的第一季中與共同創作者和兒子丹·列維一起擔任節目主持人；丹·列維從第二季開始接任唯一的節目主持人。
《富家窮路》是CBC和Pop TV在2014-15電視季期間節目“新方向”的一部分。該系列與CBC的12個新黃金時段節目一起首映，代表了該網絡為製作更多“連載、腳本化”內容以及更多“有線”節目所做的努力之一。該系列也是第一個在2015年1月更名後在Pop TV上播出的原創劇本節目。前身為電視指南網絡，流行電視被重新命名為頻道“充滿了樂觀、熱情、有趣和興奮”。

### 拍攝風格及地點
《富家窮路》是使用單一攝像機裝置拍攝的，沒有現場觀眾或笑聲。前兩季的室內場景是在多倫多PPort Lands地區的鬆林多倫多工作室拍攝的，而第3季的室內場景則是在多倫多怡陶碧谷的Dufferin Gate Studios拍攝的。室內場景也在多倫多萊斯利維爾的複興工作室拍攝了未知數量的季節。該系列的其餘部分是在大多倫多地區德倫區的古德伍德、布蘭特福德和莫諾Mono, Ontario拍攝的，汽車旅館的場景就是在那裡拍攝的。古德伍德是在2014年開始製作該劇集之前，為虛構的施密特溪小鎮（Schitt's Creek）拍攝地點而尋找的30個城鎮之一。加拿大通訊社在2019年6月27日寫道，古德伍德已成為“旅遊熱門景點”，因為本季結束。
該系列在其運行期間在其他幾個地點拍攝。第一季的開場鏡頭以麗莎·范德普普（Lisa Vanderpump）位於洛杉磯的前貝弗利帕克莊園作為羅斯家族莊園的門面。羅斯家族莊園的內部照片是在多倫多西斯汀小堂|西斯汀教堂]]風格的豪宅（法夫郡路30號靠近灣景大道和約克米爾斯路）拍攝的。斯托維爾大街在該系列的前兩個季中，曾擔任過數量不詳的場景錫克特伍德獸醫醫院的拍攝地點。還使用了維特祖治-斯多夫維爾的Applewood Farm and Winery。第二季和第三季涉及虛構零售商Blouse Barn的場景是在萬錦市的主街於人村拍攝的。在第四季的劇集“The Jazzaguy”中，涉及溫泉療養的場景是在安大略省沃恩的蒙特卡洛酒店拍攝的。第五季的“The Hike”也在米爾頓的響尾蛇點進行了外部拍攝。在第六季的“Smoke Signals”中，該系列在多倫多的婚禮場地Graydon Hall Manor拍攝。該系列還在阿德萊迪灣大廈和多倫多道明中心拍攝了第六季劇集“The Pitch”。在布蘭特福德的一家當地汽車旅館進行了多季第六集的額外拍攝。
位於莫諾Mono, Ontario的霍克利汽車旅館是玫瑰苞汽車旅館的外景拍攝地，於2020年11月由其所有者出售。

## 播放

### 原始播放
自2015年以來，《富家窮路》一直在加拿大和美國聯合播出。該節目最初於2015年1月13日星期二晚上9:00/晚上9:30在加拿大CBC首播，連續播出劇集。它於2015年2月11日星期三美國東部時間/太平洋時間晚上10:00在美國Pop TV上首次亮相。Pop TV將系列節目移至東部時間/太平洋時間晚上8:00的時段，並在東部時間/太平洋時間晚上11:00重新播放第二季至第四季的節目；它回到了第五季最初的東部時間/太平洋時間晚上 10:00 時段。該系列在前五個季保持交錯首映，新劇集在加拿大首播，然後在美國播出。這種情況在最後一季發生了變化，新劇集在加拿大和美國同時播出。系列結局於2020年4月7日美國東部時間晚上8:00播出；緊隨其後的是一個一小時的幕後回顧紀錄片，名為Best Wishes, Warmest Regards: A Schitt's Creek Farewell。在美國，該系列的結局是《富家窮路》有史以來收視率最高的一集，並在美國標誌電視臺和喜劇中心上同時播出，最近透過派拉蒙全球合併。

### 其他播放
截至2019年，該系列也在英國的4Music播出；印度喜劇中心；亞洲的FX；和澳大利亞的ABC Comedy。它以前在紐西蘭由TV2和TVNZ+播出，在澳大利亞由ABC Comedy及其ABC iview服務播出，在印度的喜劇中心播出。五季出現在全球不同的流媒體電視服務上，儘管並不總是一起出現。Netflix為美國、英國、愛爾蘭、法國、日本、澳大利亞和南非的觀眾播放了前五季和後六季。IMDb TV（通過IMDb提供的串流媒體服務）和美國CW的串流媒體服務CW Seed也為美國觀眾提供前五個季該系列第一季可從2021年7月14日，在意大利，通過流媒體平台Infinity+。
2019年12月，社交媒體上的粉絲指責英國電視台4Music審查了該節目中LGBTQ角色之間“親密對話”和接吻的一些場景。 共同創作者兼明星丹·列維（Dan Levy）也談到了社交媒體上所謂的審查制度，稱其“非常令人不安”和“危險”。4Music回應了有關審查接吻的指控並道歉，稱刪除兩個男性角色之間的吻是“人為錯誤”，將在未來的廣播中恢復。該電台沒有具體回應有關 LGBTQ角色之間被審查對話的指控。
2020年10月，共同創作者兼明星丹·列維（Dan Levy）在發佈到印度喜劇中心的Twitter賬戶上的一段宣傳剪輯中，指責 喜劇中心編輯了兩個男性角色之間的同性親吻，從而對審查制度提出了額外的指控。丹·列維通過社交媒體指出，《富家窮路》是“一場關於包容性力量的表演”，審查同性戀親密關係是“反對該信息的有害聲明”。
2022年4月，Hulu獲得了《富家窮路》的美國串流媒體的版權。該系列的所有六季將從10月3日開始在該服務上獨家提供。

### 聯合播放
2018年，獅門娛樂旗下的Debmar-Mercury獲得了《富家窮路》在美國的聯合發行權。該系列計劃在2020年秋季電視季期間與作為美國旗艦集團的福克斯電視台聯合首播。該系列還於2020年10月2日開始在喜劇中心重播系列。2021年12月，福克斯電視台宣佈在2021-2022電視季結束時結束該節目的聯合。

## 其他媒體

### 家庭媒體
| Region 1 | Region 1 | Region 1 | Region 1 | Region 1                   | Region 1      | Region 1                                    | Region 1       |
| 季數     | 集數     | 光碟     | 光碟     | 發布日期                   | 發布日期      | 經銷商                                      | 備註           |
| 季數     | 集數     | 光碟     | 光碟     | 美國                       | 加拿大        | 經銷商                                      | 備註           |
| -------- | -------- | -------- | -------- | -------------------------- | ------------- | ------------------------------------------- | -------------- |
| 1        | 13       | 4 (U.S.) | 2        | 2016年11月1日 (in one set) | 2015年8月11日 | 獅門家庭娛樂公司 (美國) eOne Films (加拿大) | [ 87 ] [ 88 ]  |
| 2        | 13       | 4 (U.S.) | 2        | 2016年11月1日 (in one set) | 2016年4月26日 | 獅門家庭娛樂公司 (美國) eOne Films (加拿大) | [ 87 ] [ 89 ]  |
| 3        | 13       | 2        | 2        | TBA                        | 2017年4月11日 | 獅門家庭娛樂公司 (美國) eOne Films (加拿大) | [ 90 ]         |
| Region 2 |          |          |          |                            |               |                                             |                |
| 季數     | 集數     | 光碟     | 光碟     | 發布日期                   | 發布日期      | 經銷商                                      | 備註           |
| 季數     | 集數     | 光碟     | 光碟     | 英國                       |               | 經銷商                                      | 備註           |
| 全季     | 80       | 12       | 12       | 2020年6月29日              | 2020年6月29日 | ITV工作室                                   | [ 91 ]         |
| Region 4 |          |          |          |                            |               |                                             |                |
| 季數     | 集數     | 光碟     | 光碟     | 發布日期                   | 發布日期      | 經銷商                                      | 備註           |
| 季數     | 集數     | 光碟     | 光碟     | 澳洲                       | 紐西蘭        | 經銷商                                      | 備註           |
| 1–3      | 39       | 6        | 6        | 2017年4月5日               | 2017年5月24日 | Acorn DVD                                   | [ 92 ] [ 93 ]  |
| 4        | 13       | 2        | 2        | 2019年2月6日               | 2019年3月14日 | Acorn DVD                                   | [ 94 ] [ 95 ]  |
| 5        | 14       | 2        | 2        | 2019年8月7日               | 2019年9月13日 | Acorn DVD                                   | [ 96 ] [ 97 ]  |
| 6        | 14       | 2        | 2        | 2020年6月17日              | 2020年6月12日 | Acorn DVD                                   | [ 98 ] [ 99 ]  |
| 全季     | 80       | 12       | 12       | 2020年8月26日              | 2020年8月27日 | Acorn DVD                                   | [ 91 ] [ 100 ] |

## 評價
| Season | Season | 爛番茄          | Metacritic    |
| ------ | ------ | --------------- | ------------- |
|        | 1      | 93% (105條評論) | 64 (11條評論) |
|        | 2      | 100% (6條評論)  | 不適用        |
|        | 3      | 不適用          | 不適用        |
|        | 4      | 100% (13條評論) | 不適用        |
|        | 5      | 100% (18條評論) | 不適用        |
|        | 6      | 100% (41條評論) | 95 (4條評論)  |

《富家窮路》的第一季獲得了普遍的正面評價。它在爛番茄上的支持率為93%，基於26個評級，平均為 6.38/10。該網站的關鍵共識是：“標題是Schitt's Creek最好的笑話之一，但尤金·列維和凱瑟琳·奧哈拉的表演為這部小說帶來了喜劇效果。”在Metacritic上，根據11位評論家，第一季的評分為64分（滿分100分），表明“普遍好評”。多倫多星報的維奈梅農寫道，該節目“是多年來最好的CBC喜劇之一”。洛杉磯時報將該節目描述為“非常有趣，演奏精美，並且有時令人感動”，儘管紐約時報的邁克·黑爾（Mike Hale）稱《富家窮路》為“單調和承保”。
《富家窮路》的後續季別更受歡迎，該節目在2017年1月Netflix上首次亮相後越來越受歡迎。在爛番茄上，第 2、4、5和6季的支持率為100%，第4季的共識閱讀，“《富家窮路》的喜劇票房在第四年上升，該系列逐漸成熟為預約觀看，在其荒謬之下有一顆大而跳動的心臟。”最後一季的共識是：“詼諧，溫暖，恰到好處地融合了智慧和俏皮話，《富家窮路》”最後一季是對Rose家族和改變他們生活的小鎮的完美告別。”在Metacritic上，根據4位評論家，最後一季的得分為94分（滿分100分），表明“普遍讚譽”。Vogue的布里奇特·里德寫道，雖然該系列“以典型的魚出水場景開始”，但它“已經完全形成了自己的風格，一整套雙峰-遇見-克里斯托弗-客人-宇宙人物就像同樣可愛”。在紐約雜誌中，瑪吉·弗里蒙特寫道：“該節目需要幾集才能進入其最佳狀態，但一旦完成，您將永遠不想離開”。該系列已列入《AV Club》、《君子雜誌》（ESQUIRE）、《Glamour》、《衛報》（The Guardian）、《紐約客》（The New Yorker）、和《Variety》發布的年度最佳名單。2019年，該劇被TV Guide評為“時下最佳電視節目”。
該系列還因其對由丹·列维扮演的泛性角色的描繪以及大衛的性取向和隨後與派翠克·布魯爾的關係如何被其他角色簡單地接受而沒有表達同性戀恐懼症而受到稱讚故事情節。

## 可能的電影
在系列大結局之後，丹·列维被問及製作故事片的可能性。雖然當時並沒有致力於某個想法，但他表示如果這樣的想法成為現實，他表示有興趣。“老實說，這是我們結束節目最好的方式。如果有一個想法突然出現在我的腦海裡，那一定是非常棒的，因為這是一種很好的告別方式。祈禱我們得到了一個很好的想法很快就出現在我們的腦海中。我很想再次與這些人合作。